# روجيرو فيراريو
روجيرو فيراريو (بالإيطالية: Ruggero Ferrario)‏ مواليد 7 أكتوبر 1897 في ميلانو - الوفاة 5 أبريل 1976 في ميلانو، كان دراج إيطالي في صنف سباق الدراجات على المضمار. سبق أن شارك في دورة الألعاب الأولمبية الصيفية وفاز بميدالية أولمبية.

## روابط خارجية
- روجيرو فيراريو على موقع أرشيف الدراجات (الإنجليزية)
- روجيرو فيراريو على موقع إحصائيات الدراجات الإحترافية (الإنجليزية)
- روجيرو فيراريو على موقع CycleBase (الإنجليزية)
- روجيرو فيراريو على موقع أوليمبيديا (الإنجليزية)
- روجيرو فيراريو على موقع اللجنة الأولمبية الإيطالية (الإيطالية)